# Peter Beaujean

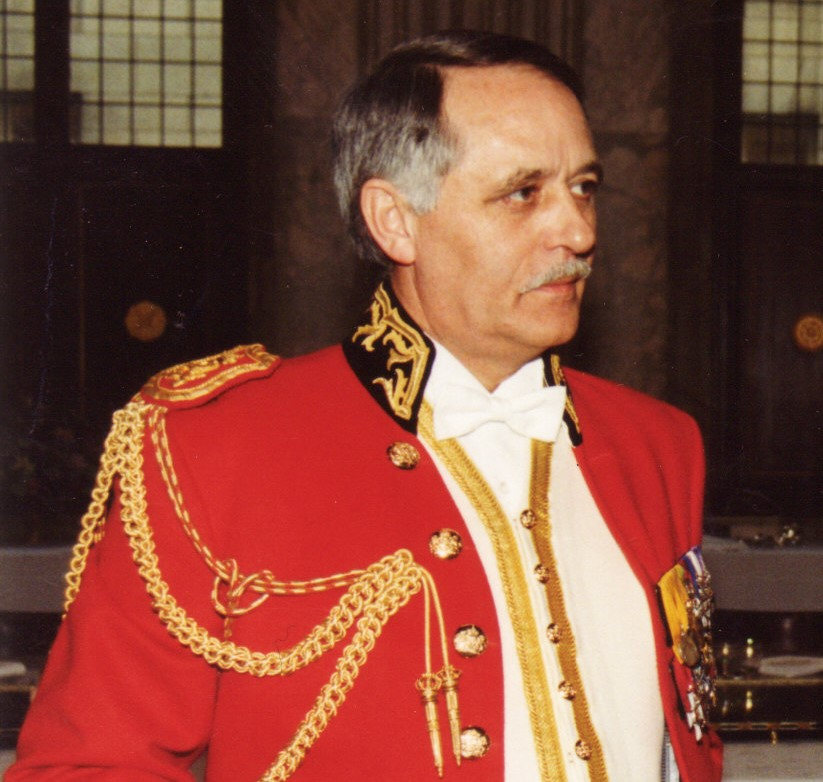
Beaujean in galatenue als hoofd interne dienst, in 2012.

Peter Beaujean (1944) was hoofd interne dienst (major domus) van koningin Beatrix.
Hij gaf in die functie leiding aan de lakeien die het koninklijk gezin bedienen. Beaujean werkte ook mee aan tal van staatsbezoeken.
Tijdens de staatsbezoeken werd hij vaak door de bezoekende presidenten en vorsten onderscheiden, zodat hij buitengewoon veel decoraties draagt.
Onder meer:
- Huisorde van Oranje
- Orde van de Finse Leeuw
- Orde van Verdienste (Italië)
- Orde van de Poolster
- Orde van de Dannebrog (Denemarken)
- Kroonorde (België)
- Koninklijke Orde van Victoria
- Legioen van Eer
- Nationale Orde van Verdienste (Frankrijk)
- Orde van Verdienste van de Bondsrepubliek Duitsland
- Orde van Verdienste van Adolf van Nassau
- Orde van Verdienste (Noorwegen)